# Phyllodoce medipapillata
Phyllodoce medipapillata är en ringmaskart som beskrevs av Moore 1909. Phyllodoce medipapillata ingår i släktet Phyllodoce och familjen Phyllodocidae. Inga underarter finns listade i Catalogue of Life.